# Zodion malayensis
Zodion malayensis är en tvåvingeart som beskrevs av Stuke 2004. Zodion malayensis ingår i släktet Zodion och familjen stekelflugor. Inga underarter finns listade i Catalogue of Life.